# Lista de prêmios e indicações recebidos por Gears of War
Esta é uma lista de prêmios e indicações recebidos por Gears of War, um jogo eletrônico de tiro em terceira pessoa desenvolvido pela Epic Games e publicado pela Microsoft Game Studios. A história principal do jogo, que pode ser jogada em modo individual ou cooperativo, se concentra em um esquadrão de tropas que auxiliam na conclusão de uma tentativa desesperada e de última hora de acabar com uma guerra contra um inimigo subterrâneo genocida, o Locust, e salvar os habitantes humanos restantes de seu planeta Sera. O modo multijogador do jogo permite que até oito jogadores controlem personagens de uma das duas facções em uma variedade de modos de jogo online. O conceito inicial do jogo começou entre 2000 e 2001 como Unreal Warfare, até ser anunciado como uma franquia inédita da Epic em parceria com a Microsoft na Game Developers Conference (GDC) 2005.
Lançado em 7 de novembro de 2006 exclusivamente para Xbox 360, Gears of War foi considerado um dos melhores jogos de todos os tempos e recebeu "aclamação universal" dos críticos, de acordo com o agregador de resenhas Metacritic; foi o jogo de Xbox 360 com a maior pontuação no Metacritic em 2006, e o segundo com a maior pontuação no geral naquele ano, atrás de The Legend of Zelda: Twilight Princess em versões para GameCube e Wii. O jogo foi um grande sucesso comercial e moldou grande parte da indústria a partir de seu lançamento, vendendo 1 milhão de cópias duas semanas após seu lançamento. Em 7 de novembro de 2008, o jogo vendeu 5,88 milhões de cópias em todo o mundo, se tornando o título mais popular do Xbox Live até o lançamento de Halo 3.
Gears of War recebeu prêmios e indicações de forma ampla em uma grande variedade de categorias de inúmeras premiações, com elogios indo principalmente para seus visuais conceituais, design, performances, modo multijogador e som. Durante o 10º Interactive Achievement Awards realizado pela Academia de Artes e Ciências Interativas (AIAS), o jogo foi indicado em dez categorias e venceu em oito: "Jogo do Ano", "Jogo de Ação-aventura do Ano", "Jogo de Console do Ano", "Excelência em Animação", "Excelência em Direção de Arte", "Excelência em Performance de Personagem Masculino" para John DiMaggio como Marcus Fenix, "Excelência em Jogabilidade Online" e "Excelência em Engenharia Visual". O jogo venceu todas as seis categorias em que concorreu no G-Phoria Awards 2007: "Jogo do Ano", "Melhor Novo Personagem" para John DiMaggio como Marcus Fenix, "Melhores Gráficos", "Melhor Multiplayer", "Melhor Jogo de Ação" e "Melhor Ator de Voz" para Mighty Rasta como Augustus Cole. O jogo também ganhou os prêmios de "Jogo do Ano", "Melhores Artes Visuais" e "Melhor Tecnologia" no Game Developers Choice Awards 2007, além de ter ganho o "Jogo do Ano Definitivo" no Golden Joystick Awards. A Epic Games ganhou a categoria de "Estúdio do Ano" no e Gears of War concorreu na categoria de Jogo do Ano" durante o Spike Video Game Awards 2006.
Além das premiações, Gears of War também recebeu honrarias de publicações de jogos eletrônicos. A Game Informer o nomeou um dos 50 Melhores Jogos de 2006.  Na GameSpot's Best and Worst of 2006, o jogo recebeu os prêmios de "Jogo do Ano", "Melhor Jogo de Tiro" e "Melhor Jogo de Xbox 360". No IGN's Best of 2006, o jogo recebeu os prêmios de "Melhor Jogo de Ação para Xbox 360", "Melhor Tecnologia Gráfica no Xbox 360", "Jogo do Ano no Xbox 360", e a Epic Games recebeu o prêmio de "Melhor Desenvolvedora no Xbox 360" nos Prêmios de Xbox 360, enquanto nos Prêmios Gerais, o jogo recebeu os prêmios de "Melhor Jogo de Ação" e "Melhor Tecnologia Gráfica". A OXM premiou o jogo com as categorias de "Jogo do Ano para Xbox 360" e os Berserkers receberam prêmio de "Inimigo do Ano".

## Prêmios e indicações de premiações
| Premiação                       | Data                   | Categoria                                           | Destinatário(s) | Resultado | Ref(s). |
| ------------------------------- | ---------------------- | --------------------------------------------------- | --- | --------- | ------- |
| British Academy Games Awards    | 23 de outubro de 2007  | Melhor Jogo                                         | Rod Fergusson, Michael Capps, Cliff Bleszinski                                                                               | Indicados | [ 1 ]   |
| British Academy Games Awards    | 23 de outubro de 2007  | Melhor Jogo de Ação-aventura                        | Rod Fergusson, Michael Capps, Cliff Bleszinski                                                                               | Indicados | [ 1 ]   |
| British Academy Games Awards    | 23 de outubro de 2007  | Melhor Jogabilidade                                 | Cliff Bleszinski, Ray Davis, Lee Perry                                                                                       | Indicados | [ 1 ]   |
| British Academy Games Awards    | 23 de outubro de 2007  | Conquista Técnica                                   | Tim Sweeney, Ray Davis, Daniel Vogel                                                                                         | Indicados | [ 1 ]   |
| British Academy Games Awards    | 23 de outubro de 2007  | Melhor Uso de Áudio                                 | Mike Larson, Lee Perry, Desmond Rogers                                                                                       | Indicados | [ 1 ]   |
| British Academy Games Awards    | 23 de outubro de 2007  | Prêmio PC World de Melhor Jogo                      | Gears of War | Indicado  | [ 1 ]   |
| G-Phoria Awards                 | 8 de agosto de 2007    | Jogo do Ano                                         | Gears of War | Venceu    | [ 2 ]   |
| G-Phoria Awards                 | 8 de agosto de 2007    | Melhor Novo Personagem                              | John DiMaggio como Marcus Fenix                                                                                              | Venceu    | [ 2 ]   |
| G-Phoria Awards                 | 8 de agosto de 2007    | Melhor Jogo de Ação                                 | Gears of War | Venceu    | [ 2 ]   |
| G-Phoria Awards                 | 8 de agosto de 2007    | Melhor Jogo Multijogador                            | Gears of War | Venceu    | [ 2 ]   |
| G-Phoria Awards                 | 8 de agosto de 2007    | Melhor Ator de Voz                                  | Mighty Rasta como Augustus Cole                                                                                              | Venceu    | [ 2 ]   |
| G-Phoria Awards                 | 8 de agosto de 2007    | Melhores Gráficos                                   | Gears of War | Venceu    | [ 2 ]   |
| Game Audio Network Guild Awards | 8 de março de 2007     | Áudio do Ano                                        | Jamey Scott, Mike Larson | Venceram  | [ 3 ]   |
| Game Audio Network Guild Awards | 8 de março de 2007     | Design de Som do Ano                                | Jamey Scott, Mike Larson | Venceram  | [ 3 ]   |
| Game Audio Network Guild Awards | 8 de março de 2007     | Melhor Áudio Cinematográfico/Cutscene               | Jamey Scott, Mike Larson | Venceram  | [ 3 ]   |
| Game Audio Network Guild Awards | 8 de março de 2007     | Melhor Uso de Surround Multicanal em um Jogo        | Jamey Scott, Mike Larson | Indicados | [ 3 ]   |
| Game Critics Awards             | 7 de junho de 2005     | Melhor do Show                                      | Gears of War | Indicado  | [ 4 ]   |
| Game Critics Awards             | 7 de junho de 2005     | Melhor Jogo de Console                              | Gears of War | Indicado  | [ 4 ]   |
| Game Critics Awards             | 7 de junho de 2005     | Melhor Jogo de Ação                                 | Gears of War | Indicado  | [ 4 ]   |
| Game Critics Awards             | 31 de maio de 2006     | Melhor do Show                                      | Gears of War | Indicado  | [ 5 ]   |
| Game Critics Awards             | 31 de maio de 2006     | Melhor Jogo Original                                | Gears of War | Indicado  | [ 5 ]   |
| Game Critics Awards             | 31 de maio de 2006     | Melhor Jogo de Console                              | Gears of War | Venceu    | [ 5 ]   |
| Game Critics Awards             | 31 de maio de 2006     | Melhor Jogo de Ação                                 | Gears of War | Venceu    | [ 5 ]   |
| Game Critics Awards             | 31 de maio de 2006     | Melhor Jogo Multijogador Online                     | Gears of War | Indicado  | [ 5 ]   |
| Game Developers Choice Awards   | 7 de março de 2007     | Jogo do Ano                                         | Cliff Bleszinski, Michael Capps, Rod Fergusson                                                                               | Venceram  | [ 6 ]   |
| Game Developers Choice Awards   | 7 de março de 2007     | Melhor Tecnologia                                   | Gears of War | Venceu    | [ 6 ]   |
| Game Developers Choice Awards   | 7 de março de 2007     | Melhores Artes Visuais                              | Gears of War | Venceu    | [ 6 ]   |
| Golden Joystick Awards          | 27 de outubro de 2006  | Único a se Observar                                 | Gears of War | Indicado  | [ 7 ]   |
| Golden Joystick Awards          | 26 de outubro de 2006  | Jogo do Ano Definitivo                              | Gears of War | Venceu    | [ 8 ]   |
| Golden Joystick Awards          | 26 de outubro de 2006  | Escolha dos Editores                                | Gears of War | Venceu    | [ 8 ]   |
| Golden Joystick Awards          | 26 de outubro de 2006  | Jogo do Ano para Xbox                               | Gears of War | Venceu    | [ 8 ]   |
| Golden Joystick Awards          | 26 de outubro de 2006  | Jogo Online do Ano                                  | Gears of War | Indicado  | [ 8 ]   |
| Golden Joystick Awards          | 26 de outubro de 2006  | Prêmio All-Nighter                                  | Gears of War | Venceu    | [ 8 ]   |
| Golden Joystick Awards          | 26 de outubro de 2006  | Trilha Sonora do Ano                                | Kevin Riepl | Indicado  | [ 8 ]   |
| Interactive Achievement Awards  | 8 de fevereiro de 2007 | Jogo do Ano                                         | Cliff Bleszinski, Michael Capps, Rod Fergusson                                                                               | Venceram  | [ 9 ]   |
| Interactive Achievement Awards  | 8 de fevereiro de 2007 | Jogo de Ação-aventura do Ano                        | Cliff Bleszinski, Michael Capps, Rod Fergusson                                                                               | Venceram  | [ 9 ]   |
| Interactive Achievement Awards  | 8 de fevereiro de 2007 | Jogo de Console do Ano                              | Cliff Bleszinski, Michael Capps, Rod Fergusson                                                                               | Venceram  | [ 9 ]   |
| Interactive Achievement Awards  | 8 de fevereiro de 2007 | Excelência em Animação                              | Gears of War | Venceu    | [ 9 ]   |
| Interactive Achievement Awards  | 8 de fevereiro de 2007 | Excelência em Direção de Arte                       | Gears of War | Venceu    | [ 9 ]   |
| Interactive Achievement Awards  | 8 de fevereiro de 2007 | Excelência em Performance de Personagem — Masculino | John DiMaggio como Marcus Fenix                                                                                              | Venceu    | [ 9 ]   |
| Interactive Achievement Awards  | 8 de fevereiro de 2007 | Excelência em Engenharia de Jogabilidade            | Gears of War | Indicado  | [ 9 ]   |
| Interactive Achievement Awards  | 8 de fevereiro de 2007 | Excelência em Jogabilidade Online                   | Gears of War | Venceu    | [ 9 ]   |
| Interactive Achievement Awards  | 8 de fevereiro de 2007 | Excelência em Engenharia Visual                     | Gears of War | Venceu    | [ 9 ]   |
| Interactive Achievement Awards  | 8 de fevereiro de 2007 | Inovação nos Jogos                                  | Gears of War | Indicado  | [ 9 ]   |
| NAVGTR Awards                   | 21 de maio de 2007     | Jogo do Ano                                         | Gears of War | Indicado  | [ 10 ]  |
| NAVGTR Awards                   | 21 de maio de 2007     | Animação em um Cinema de Jogo                       | Gears of War | Indicado  | [ 10 ]  |
| NAVGTR Awards                   | 21 de maio de 2007     | Animação em um Motor de Jogo                        | Gears of War | Indicado  | [ 10 ]  |
| NAVGTR Awards                   | 21 de maio de 2007     | Direção de Arte em um Cinema de Jogo                | Gears of War | Indicado  | [ 10 ]  |
| NAVGTR Awards                   | 21 de maio de 2007     | Direção de Arte em um Motor de Jogo                 | Gears of War | Indicado  | [ 10 ]  |
| NAVGTR Awards                   | 21 de maio de 2007     | Direção de Câmera em um Motor de Jogo               | Gears of War | Venceu    | [ 10 ]  |
| NAVGTR Awards                   | 21 de maio de 2007     | Controle de Design                                  | Gears of War | Indicado  | [ 10 ]  |
| NAVGTR Awards                   | 21 de maio de 2007     | Controle de Precisão                                | Gears of War | Indicado  | [ 10 ]  |
| NAVGTR Awards                   | 21 de maio de 2007     | Direção em um Cinema de Jogo                        | Gears of War | Indicado  | [ 10 ]  |
| NAVGTR Awards                   | 21 de maio de 2007     | Jogo Original – Ação                                | Gears of War | Venceu    | [ 10 ]  |
| NAVGTR Awards                   | 21 de maio de 2007     | Design de Jogo                                      | Gears of War | Venceu    | [ 10 ]  |
| NAVGTR Awards                   | 21 de maio de 2007     | Gráficos/Setor Técnico                              | Gears of War | Indicado  | [ 10 ]  |
| NAVGTR Awards                   | 21 de maio de 2007     | Iluminação/Textura                                  | Gears of War | Venceu    | [ 10 ]  |
| NAVGTR Awards                   | 21 de maio de 2007     | Edição Sonora em um Cinema de Jogo                  | Gears of War | Indicado  | [ 10 ]  |
| NAVGTR Awards                   | 21 de maio de 2007     | Efeitos Sonoros                                     | Gears of War | Indicado  | [ 10 ]  |
| NAVGTR Awards                   | 21 de maio de 2007     | Uso de Som                                          | Gears of War | Venceu    | [ 10 ]  |
| NAVGTR Awards                   | 3 de novembro de 2011  | NAVGTR Direção de Câmera da Década                  | Gears of War | Indicado  | [ 11 ]  |
| NAVGTR Awards                   | 3 de novembro de 2011  | NAVGTR Efeitos de Iluminação/Textura da Década      | Gears of War | Indicado  | [ 11 ]  |
| NAVGTR Awards                   | 3 de novembro de 2011  | NAVGTR Uso de Áudio da Década                       | Gears of War | Indicado  | [ 11 ]  |
| NAVGTR Awards                   | 3 de novembro de 2011  | NAVGTR Jogo Original de ção da Década               | Gears of War | Indicado  | [ 11 ]  |
| Satellite Awards                | 16 de dezembro de 2007 | Excelência em Jogo de Ação-aventura                 | Rod Fergusson, Michael Capps, Cliff Bleszinski, Tim Sweeney, Ray Davis, Lee Perry, Daniel Vogel, Mike Larson, Desmond Rogers | Indicados | [ 12 ]  |
| Spike Video Game Awards         | 13 de dezembro de 2006 | Jogo do Ano                                         | Gears of War | Indicado  | [ 13 ]  |
| Spike Video Game Awards         | 13 de dezembro de 2006 | Estúdio do Ano                                      | Epic Games | Venceu    | [ 13 ]  |
| Spike Video Game Awards         | 13 de dezembro de 2006 | Jogo Mais Aditivo                                   | Gears of War | Indicado  | [ 13 ]  |
| Spike Video Game Awards         | 13 de dezembro de 2006 | Melhor Jogo de Tiro                                 | Gears of War | Venceu    | [ 13 ]  |
| Spike Video Game Awards         | 13 de dezembro de 2006 | Melhores Gráficos                                   | Gears of War | Venceu    | [ 13 ]  |
| Spike Video Game Awards         | 13 de dezembro de 2006 | Melhor Jogo Multijogador                            | Gears of War | Venceu    | [ 13 ]  |
| X-Play Awards                   | 19 de dezembro de 2006 | Jogo do Ano                                         | Gears of War | Indicado  | [ 14 ]  |
| X-Play Awards                   | 19 de dezembro de 2006 | Melhor Jogo Original                                | Gears of War | Indicado  | [ 14 ]  |
| X-Play Awards                   | 19 de dezembro de 2006 | Melhor Jogo de Tiro                                 | Gears of War | Venceu    | [ 14 ]  |

## Honrarias de publicações
| Publicação    | País           | Honraria/Lista                                                       | Resultado | Ref(s).       |
| ------------- | -------------- | -------------------------------------------------------------------- | --------- | ------------- |
| 1Up.com       | Estados Unidos | Melhores Visuais                                                     | Indicado  | [ 15 ]        |
| 1Up.com       | Estados Unidos | Melhor Jogo de Tiro                                                  | Indicado  | [ 15 ]        |
| 1Up.com       | Estados Unidos | Melhor Jogo de Xbox 360                                              | Venceu    | [ 15 ]        |
| DailyGame     | Estados Unidos | E3: Melhor do Show Geral                                             | Venceu    | [ 16 ]        |
| DailyGame     | Estados Unidos | E3: Melhor Jogo de Ação/Tiro em Terceira Pessoa do Show              | Venceu    | [ 16 ]        |
| Game Informer | Estados Unidos | 50 Melhores Jogos de 2006                                            | 3º lugar  | [ 17 ]        |
| GameSpot      | Estados Unidos | Jogo do Ano                                                          | Venceu    | [ 18 ]        |
| GameSpot      | Estados Unidos | Escolha do Público: Jogo do Ano                                      | Venceu    | [ 18 ]        |
| GameSpot      | Estados Unidos | Melhor Jogo de Xbox 360                                              | Venceu    | [ 18 ]        |
| GameSpot      | Estados Unidos | Escolha do Público: Melhor Jogo de Xbox 360                          | Venceu    | [ 18 ]        |
| GameSpot      | Estados Unidos | Melhor Jogo de Tiro                                                  | Venceu    | [ 18 ]        |
| GameSpot      | Estados Unidos | Escolha do Público: Melhor Jogo de Tiro                              | Venceu    | [ 18 ]        |
| GameSpot      | Estados Unidos | Melhores Efeitos Sonoros                                             | Indicado  | [ 18 ]        |
| GameSpot      | Estados Unidos | Escolha do Público: Melhores Efeitos Sonoros                         | Venceu    | [ 18 ]        |
| GameSpot      | Estados Unidos | Melhores Gráficos, Setor Técnico                                     | Venceu    | [ 18 ]        |
| GameSpot      | Estados Unidos | Melhor Atuação de Voz (John DiMaggio como Marcus Fenix)              | Indicado  | [ 18 ]        |
| GameSpot      | Estados Unidos | Melhores Gráficos, Setor Artístico                                   | Indicado  | [ 18 ]        |
| GameSpot      | Estados Unidos | Melhor Novo Personagem (Delta Squad)                                 | Venceu    | [ 18 ]        |
| GameSpot      | Estados Unidos | Escolha do Público: Melhor Novo Personagem (Delta Squad)             | Venceu    | [ 18 ]        |
| GameSpot      | Estados Unidos | Melhor Jogo Multijogador                                             | Venceu    | [ 18 ]        |
| GameSpot      | Estados Unidos | Escolha do Público: Melhor Jogo Multijogador                         | Venceu    | [ 18 ]        |
| GameSpot      | Estados Unidos | Inovação — Recarregamento Ativo em Gears of War                      | Indicado  | [ 18 ]        |
| GameSpot      | Estados Unidos | Escolha do Público: Inovação — Recarregamento Ativo em Gears of War  | Indicado  | [ 18 ]        |
| GameSpy       | Estados Unidos | E3: Jogo de Xbox 360 do Show                                         | Venceu    | [ 19 ]        |
| GameSpy       | Estados Unidos | Top 10 Melhores Jogos do Ano em Geral                                | 4º lugar  | [ 20 ]        |
| GameSpy       | Estados Unidos | Top 10 Jogos do Ano para Console em Geral                            | 3º lugar  | [ 20 ]        |
| GameSpy       | Estados Unidos | Top 10 Jogos Multijogador Offline do Ano em Geral                    | 1º lugar  | [ 20 ]        |
| GameSpy       | Estados Unidos | Top 10 Jogos Multijogador Online do Ano em Geral                     | 3º lugar  | [ 20 ]        |
| GameSpy       | Estados Unidos | Top 10 Jogos do Ano para Xbox 360                                    | 1º lugar  | [ 20 ]        |
| GameSpy       | Estados Unidos | Jogo Multijogador do Ano em Geral                                    | Venceu    | [ 20 ]        |
| GameSpy       | Estados Unidos | Jogo do Ano para Xbox 360                                            | Venceu    | [ 20 ]        |
| GameSpy       | Estados Unidos | Jogo de Ação do Ano para Xbox 360                                    | Venceu    | [ 20 ]        |
| GameSpy       | Estados Unidos | Jogo Multijogador Offline do Ano para Xbox 360                       | Venceu    | [ 20 ]        |
| IGN           | Estados Unidos | Jogo do Ano Geral                                                    | Indicado  | [ 21 ] [ 22 ] |
| IGN           | Estados Unidos | Melhor Jogo de Ação Geral                                            | Venceu    | [ 21 ] [ 22 ] |
| IGN           | Estados Unidos | Escolha do Público: Melhor Jogo de Ação Geral                        | Venceu    | [ 21 ] [ 22 ] |
| IGN           | Estados Unidos | Melhor Tecnologia Gráfica Geral                                      | Venceu    | [ 21 ] [ 22 ] |
| IGN           | Estados Unidos | Escolha do Público: Melhor Tecnologia Gráfica Geral                  | Venceu    | [ 21 ] [ 22 ] |
| IGN           | Estados Unidos | Melhor Jogo Online Geral                                             | Indicado  | [ 21 ] [ 22 ] |
| IGN           | Estados Unidos | Escolha do Público: Melhor Jogo Online Geral                         | Venceu    | [ 21 ] [ 22 ] |
| IGN           | Estados Unidos | Escolha do Público: Design Mais Inovador Geral                       | Venceu    | [ 21 ] [ 22 ] |
| IGN           | Estados Unidos | Jogo do Ano para Xbox 360                                            | Venceu    | [ 21 ] [ 22 ] |
| IGN           | Estados Unidos | Escolha do Público: Jogo do Ano para Xbox 360                        | Venceu    | [ 21 ] [ 22 ] |
| IGN           | Estados Unidos | Melhor Jogo de Ação para Xbox 360                                    | Venceu    | [ 21 ] [ 22 ] |
| IGN           | Estados Unidos | Escolha do Público: Melhor Jogo de Ação                              | Venceu    | [ 21 ] [ 22 ] |
| IGN           | Estados Unidos | Melhor Tecnologia Gráfica para Xbox 360                              | Venceu    | [ 21 ] [ 22 ] |
| IGN           | Estados Unidos | Escolha do Público: Melhor Tecnologia Gráfica para Xbox 360          | Venceu    | [ 21 ] [ 22 ] |
| IGN           | Estados Unidos | Melhor Design Artístico para Xbox 360                                | Indicado  | [ 21 ] [ 22 ] |
| IGN           | Estados Unidos | Escolha do Público: Melhor Design Artístico para Xbox 360            | Venceu    | [ 21 ] [ 22 ] |
| IGN           | Estados Unidos | Melhor Trilha Sonora Original para Xbox 360                          | Indicado  | [ 21 ] [ 22 ] |
| IGN           | Estados Unidos | Escolha do Público: Melhor Trilha Sonora Original para Xbox 360      | Venceu    | [ 21 ] [ 22 ] |
| IGN           | Estados Unidos | Escolha do Público: Melhor Uso de Som para Xbox 360                  | Venceu    | [ 21 ] [ 22 ] |
| IGN           | Estados Unidos | Melhor Jogo Mulijogador Offline para Xbox 360                        | Indicado  | [ 21 ] [ 22 ] |
| IGN           | Estados Unidos | Escolha do Público: Melhor Jogo Mulijogador Offline para Xbox 360    | Venceu    | [ 21 ] [ 22 ] |
| IGN           | Estados Unidos | Escolha do Público: Design Mais Inovador para Xbox 360               | Venceu    | [ 21 ] [ 22 ] |
| IGN           | Estados Unidos | Melhor Desenvolvedora para Xbox 360 (Epic Games)                     | Venceu    | [ 21 ] [ 22 ] |
| IGN           | Estados Unidos | Escolha do Público: Melhor Desenvolvedora para Xbox 360 (Epic Games) | Venceu    | [ 21 ] [ 22 ] |
| OXM           | Reino Unido    | Jogo de Xbox 360 do Ano                                              | Venceu    | [ 23 ]        |
| OXM           | Reino Unido    | Inimigo do Ano (Berserkers)                                          | Venceu    | [ 23 ]        |